# Giovannangelo Camporeale
Giovannangelo Camporeale (Molfetta, 27 ottobre 1933 – Firenze, 1º luglio 2017) è stato un archeologo ed etruscologo italiano.

## Biografia
Nato a Molfetta, fu professore di etruscologia presso l'Università degli Studi di Firenze a partire dal 1962, la stessa in cui si era laureato. 
Guidò numerose campagne di scavo nei territori dell'Etruria, riportando alla luce vari insediamenti etruschi, e pubblicò studi e ricerche di ambito filologico-archeologico legati alla civiltà etrusca, compresi studi linguistici ed epigrafici. Significativi i suoi contributi sull'età orientalizzante di Vetulonia e sulla fase arcaica di Orvieto. A partire dal 1980 condusse per l'università di Firenze gli scavi presso il lago dell'Accesa, permettendo il ritrovamento di un intero centro abitato etrusco con villaggi e necropoli.
Dal 1997 fino alla sua morte fu presidente dell'Istituto Nazionale di Studi Etruschi ed Italici, nonché dal 2008 presidente ("lucumone") dell'Accademia etrusca di Cortona.
Morì nella sua casa di Firenze il 1º luglio 2017.

## Opere (parziale)
- La Tomba del Duce (1967)
- I commerci di Vetulonia in età orientalizzante (1969)
- La Collezione Alla Querce. Materiali archeologici orvietani (1970)
- Buccheri a cilindretto di fabbrica orvietana (1972)
- La caccia in Etruria (1984)
- L'Etruria mineraria (1985)
- L'abitato etrusco dell'Accesa. Il quartiere B (1997)
- Gli Etruschi. Storia e civiltà (2000)
- Il parco archeologico dell'Accesa a Massa Marittima (2000)
- Gli Etruschi fuori d'Etruria (2001)
- Arezzo nell'antichità (2009)